# 竹林温泉站
竹林溫泉站（：／ Jungnim Oncheon yeok */?）是位于韩国全罗北道完州郡竹林里的一个车站，属于全罗线。

## 历史
- 1929年6月12日 - 落成使用，车站名称是竹林站。
- 1931年10月1日 - 车站名称改为南關站。
- 1997年11月18日 - 新站舍竣工。
- 1999年5月1日 - 改为现在名称。

## 车站周边
- 竹林温泉

## 相鄰車站
韓國鐵道公社
全羅線
新里－竹林溫泉－館村